# Andes monstruosus
Andes monstruosus är en insektsart som beskrevs av Synave 1953. Andes monstruosus ingår i släktet Andes och familjen kilstritar. Inga underarter finns listade i Catalogue of Life.